# Romeo Ferraris
La Romeo Ferraris è un'azienda italiana specializzata nell'elaborazione di vetture sia stradali che da corsa, fondata nel 1965 dall'ingegnere sportivo Romeo Ferraris. Attualmente si occupa della produzione di una vasta gamma di elaborazioni (centraline e moduli, assetti e freni, scarichi, interni e esterni e componenti in carbonio) per vetture di serie e della costruzione del Cinquone e di Romeo, due vetture derivate dalla Abarth 500 ma pesantemente riviste dal tuner milanese. Accanto alla produzione di veicoli e componenti stradali, la casa è anche coinvolta nel mondo delle corse; in particolare si occupa della costruzione di una versione con specifiche TCR della Alfa Romeo Giulietta che viene poi venduta a scuderie automobilistiche che partecipano a vari campionati TCR nazionali e internazionali e gestisce per conto dell'ACI un programma nel campionato del mondo rally.

## Storia
L'azienda è stata fondata nel 1965 a Milano da Romeo Ferraris, già noto nel mondo delle corse per essere il preparatore della Lancia di Giancarlo Baghetti.
La Romeo Ferraris muove però i suoi primi passi nel mondo della motonautica, costruendo un motore diesel da 9.000 cc che verrà montato su un Cesa 1882 e otterrà numerose vittorie nel campionato riservato agli offshore.
Nel 1970, dopo aver preparato una BMW 1800 Ti/SA, l'azienda ha ottenuto dalla BMW Italia la commissione per preparare alcune auto, diventando al contempo officina autorizzata BMW per poter fornire una garanzia sulle elaborazioni apportate sulle vetture.
Successivamente l'elaboratore ha volto le sue attenzioni sui prototipi, preparando un motore da 1.000 cc e 136 cavalli a 11.300 giri derivato dalla Fiat 128 e diventato noto come Millino, al quale seguirà un motore da 2.000 cc e 8 cilindri a 16V da 350 cavalli, che verrà montato su una Lola guidata da Arturo Merzario.
Negli anni seguenti l'azienda ha scelto di concentrarsi sulla motonautica, dando il via a un decennio ricco di successi che conterà 18 titoli divisi tra italiani, europei e mondiali, oltre a diversi record di velocità.
Nel 1980 la Fiat ha deciso di mettere a disposizione delle sue concessionarie lombarde un budget per partecipare al campionato europeo turismo con il modello Ritmo. La Romeo Ferraris ha scelto di sfruttare l'occasione e ha preparato una Fiat Ritmo 75 CL, alla guida della quale sono stati ingaggiati Walter Donà e Antonio De Vito, ottenendo diverse pole position e piazzamenti davanti a vetture anche di 3.000 cc.
Nel frattempo continua l'impegno nella motonautica: inizialmente l'azienda si dedica all'elaborazione di un motore di origine Iveco. Successivamente debutta il motore Seatek, progettato e costruito interamente dalla Romeo Ferraris, che diverrà noto soprattutto per essere montato sul Gancia dei Gancia, il motoscafo di Stefano Casiraghi, oltre che sul Cesa 1882. Proprio con il Gancia dei Gancia l'azienda partecipa alla Miami-Nassau-Miami, classificandosi in prima posizione. Un altro storico successo della Romeo Ferraris sarà la vittoria della prima edizione della Venezia-Montecarlo.
All'inizio degli anni '90 l'azienda si riavvicina al mondo dell'automobilismo, preparando alcune Ford Mustang per competizioni italiane ed europee. Il progetto è guidato da Mario Ferraris, figlio di Romeo.
Nel 2002 la Romeo Ferraris è tornata ufficialmente nelle competizioni preparando una BMW 330d per l'European Superdiesel Challenge, aggiudicandosi cinque titoli di classe consecutivi, dal 2003 al 2007.
Successivamente è passata al campionato italiano gran turismo, aggiudicandosi nel 2009 il titolo della classe GT Cup con una Ferrari F430 Aldo Cerruti e Mario Ferraris.
Sempre nel 2009 la Romeo Ferraris ha debuttato nel campionato italiano turismo endurance con il Cinquone, una versione pesantemente elaborata della Abarth 500 affidata a Mario Ferraris e Michela Cerruti. Gli ottimi risultati ottenuti hanno spinto l'azienda a dare inizio alla produzione di una versione stradale del Cinquone, capace di sviluppare 260 cavalli.
Nel 2011 la scuderia si è iscritta alle Superstars Series con delle Mercedes-Benz C63 AMG, ottenendo diverse vittorie con Johnny Herbert, Max Pigoli e Michela Cerruti. Grazie agli ottimi risultati ottenuti, nel 2013 l'azienda è diventata team ufficiale Mercedes-Benz, sfiorando il titolo italiano e quello internazionale con l'ex pilota di Formula 1 Vitantonio Liuzzi.
Sempre con una delle sue Mercedes C63 AMG, la scuderia ha vinto il campionato Pan Delta, ottenendo cinque vittorie su sei gare grazie a Mario Ferraris.

### Orologeria
Quando Romeo vinse il Campionato del Mondo Offshore ad Atlantic City, Stefano Casiraghi gli regalò un orologio che gli avrebbe fatto nascere una nuova passione, l'orologeria.
Dopo anni di viaggi e ricerche, Romeo Ferraris è riuscito a diventare il primo e unico costruttore italiano in grado di produrre da zero qualsiasi componente, tranne poche parti del meccanismo, recuperando tecniche pressoché dimenticate, come la smaltatura a mano del quadrante argentato.
Romeo Ferraris oggi realizza per intero i suoi orologi: dalla produzione della cassa e dei moduli, alla lavorazione artigianale dei cinturini cuciti a mano, dando vita a orologi nati dai suoi disegni e realizzato a mano.

## Risultati

### Superstars Series
| Anno | Vettura               | Pilota             | 1         | 2         | 3         | 4        | 5         | 6         | 7        | 8         | 9         | 10        | 11        | 12        | 13        | 14       | 15       | 16       | PP  | Punti | PS | Punti |
| ---- | --------------------- | ------------------ | --------- | --------- | --------- | -------- | --------- | --------- | -------- | --------- | --------- | --------- | --------- | --------- | --------- | -------- | -------- | -------- | --- | ----- | -- | ----- |
| 2010 | Mercedes-Benz C63 AMG | Max Pigoli         | MON 1 2   | MON 2     | IMO 1 4   | IMO 2 1  | VAL 1 5   | VAL 2     | POR 1 16 | POR 2 12  | MUG 1 5   | MUG 2 1   | VAR 1 3   | VAR 2     | CPR 1 14  | CPR 2 10 | VAL 3 5  | VAL 4 11 | 2°  | 147   | —  | —     |
| 2010 | Mercedes-Benz C63 AMG | Michela Cerruti    | MON 1 12  | MON 2 12  | IMO 1 16  | IMO 2 13 | VAL 1 15  | VAL 2 15  | POR 1    | POR 2     | MUG 1 10  | MUG 2 Rit | VAR 1 Rit | VAR 2 7   | CPR 1 Rit | CPR 2 NP | VAL 3 22 | VAL 4 13 | 27° | 5     | —  | —     |
| 2010 | Mercedes-Benz C63 AMG | Francesco Sini     | MON 1 Rit | MON 2 10  | IMO 1 11  | IMO 2 5  | VAL 1 13  | VAL 2 9   | POR 1 8  | POR 2 9   | MUG 1 16  | MUG 2 13  | VAR 1     | VAR 2     | CPR 1 SQ  | CPR 2 3  | VAL 3 6  | VAL 4 2  | 9°  | 49    | —  | —     |
| 2011 | Mercedes-Benz C63 AMG | Max Pigoli         | MON 1     | MON 2 11  | MIS 1 2   | MIS 2 1  | MIS 3 Rit | MIS 4 Rit | SPA 1 5  | SPA 2     | MUG 1 3   | MUG 2 5   | VAL 1 7   | VAL 2 4   |           |          |          |          | 2°  | 114   | 3° | 294   |
| 2011 | Mercedes-Benz C63 AMG | Johnny Herbert     | MON 1 10  | MON 2 Rit | MIS 1     | MIS 2    | MIS 3 4   | MIS 4 2   | SPA 1 3  | SPA 2 9   | MUG 1 5   | MUG 2 3   | VAL 1 Rit | VAL 2 5   |           |          |          |          | 6°  | 69    | 3° | 294   |
| 2011 | Mercedes-Benz C63 AMG | Michela Cerruti    | MON 1 2   | MON 2 1   | MIS 1 12  | MIS 2 14 | MIS 3 11  | MIS 4 Rit | SPA 1 4  | SPA 2 7   | MUG 1 11  | MUG 2 Rit | VAL 1 8   | VAL 2 9   |           |          |          |          | 8°  | 54    | 3° | 294   |
| 2011 | Mercedes-Benz C63 AMG | Andrea Dromedari   | MON 1 16  | MON 2 13  | MIS 1 Rit | MIS 2 12 | MIS 3 8   | MIS 4 8   | SPA 1 13 | SPA 2 8   | MUG 1 13  | MUG 2 Rit | VAL 1 10  | VAL 2 Rit |           |          |          |          | 17° | 10    | 3° | 294   |
| 2012 | Mercedes-Benz C63 AMG | Andrea Larini      | MON 1 2   | MON 2 7   | IMO 1 2   | IMO 2 7  | MUG 1     | MUG 2 Rit | VAL 1 14 | VAL 2 9   | PER 1 Rit | PER 2 SQ  |           |           |           |          |          |          | 5°  | 71    | 5° | 167   |
| 2012 | Mercedes-Benz C63 AMG | Camilo Zurcher     | MON 1     | MON 2     | IMO 1     | IMO 2    | MUG 1 Rit | MUG 2 14  | VAL 1 5  | VAL 2 Rit | PER 1     | PER 2     |           |           |           |          |          |          | 22° | 12    | 5° | 167   |
| 2012 | Mercedes-Benz C63 AMG | Raffaele Giammaria | MON 1     | MON 2     | IMO 1     | IMO 2    | MUG 1     | MUG 2     | VAL 1    | VAL 2     | PER 1     | PER 2 1   |           |           |           |          |          |          | 9°  | 45    | 5° | 167   |
| 2012 | Mercedes-Benz C63 AMG | Vitantonio Liuzzi  | MON 1     | MON 2     | ALG 1 2   | ALG 2    | IMO 1     | IMO 2     | VAL 1 5  | VAL 2 4   | FRA 1 3   | FRA 2     |           |           |           |          |          |          | 2°  | 158   | 2° | 317   |
| 2012 | Mercedes-Benz C63 AMG | Thomas Biagi       | MON 1 2   | MON 2 1   | ALG 1 3   | ALG 2 4  | IMO 1 13  | IMO 2 7   | VAL 1 10 | VAL 2 6   | FRA 1 NP  | FRA 2 NP  |           |           |           |          |          |          | 4°  | 76    | 2° | 317   |

### Campionato italiano turismo endurance
| Anno | Vettura  | Pilota         | 1       | 2         | 3       | 4         | 5         | 6       | 7       | 8     | 9       | 10      | 11        | 12    | 13      | 14      | PP | Punti |
| ---- | -------- | -------------- | ------- | --------- | ------- | --------- | --------- | ------- | ------- | ----- | ------- | ------- | --------- | ----- | ------- | ------- | -- | ----- |
| 2015 | Cinquone | Mario Ferraris | MNZ 1 2 | MNZ 2 Rit | MAG 1 3 | MAG 2 Rit | IMO 1 Rit | IMO 2 1 | PER 1 3 | PER 2 | VAL 1 2 | VAL 2 1 | MIS 1 Rit | MIS 2 | MUG 1 4 | MUG 2 4 | 3° | 140   |
| 2015 | Cinquone | Matteo Milani  | MNZ 1 2 | MNZ 2 Rit | MAG 1 3 | MAG 2 Rit | IMO 1 Rit | IMO 2 1 | PER 1 3 | PER 2 | VAL 1 2 | VAL 2 1 | MIS 1 Rit | MIS 2 | MUG 1 4 | MUG 2 4 | 3° | 140   |

### TCR International Series
| Anno | Vettura                  | Pilota          | 1        | 2         | 3        | 4        | 5     | 6     | 7     | 8     | 9         | 10       | 11        | 12        | 13       | 14        | 15        | 16       | 17        | 18      | 19       | 20       | 21        | 22       | PP  | Punti | PS | Punti |
| ---- | ------------------------ | --------------- | -------- | --------- | -------- | -------- | ----- | ----- | ----- | ----- | --------- | -------- | --------- | --------- | -------- | --------- | --------- | -------- | --------- | ------- | -------- | -------- | --------- | -------- | --- | ----- | -- | ----- |
| 2016 | Alfa Romeo Giulietta TCR | Michela Cerruti | BHR 1 13 | BHR 2 Rit | POR 1 15 | POR 2 14 | BEL 1 | BEL 2 | ITA 1 | ITA 2 | AUT 1 10  | AUT 2 SQ | GER 1 12† | GER 2 9   | RUS 1 12 | RUS 2 Rit | THA 1     | THA 2    | SIN 1     | SIN 2   | MAL 1    | MAL 2    | MAC 1     | MAC 2    | 29° | 3     | 7° | 27    |
| 2016 | Alfa Romeo Giulietta TCR | Petr Fulín      | BHR 1    | BHR 2     | POR 1    | POR 2    | BEL 1 | BEL 2 | ITA 1 | ITA 2 | AUT 1 Rit | AUT 2 NP | GER 1 13† | GER 2 Rit | RUS 1 6  | RUS 2 8   | THA 1 Rit | THA 2 NP | SIN 1 Rit | SIN 2 9 | MAL 1    | MAL 2    | MAC 1 Rit | MAC 2 NP | 19° | 15    | 7° | 27    |
| 2016 | Alfa Romeo Giulietta TCR | Mario Ferraris  | BHR 1    | BHR 2     | POR 1    | POR 2    | BEL 1 | BEL 2 | ITA 1 | ITA 2 | AUT 1     | AUT 2    | GER 1     | GER 2     | RUS 1    | RUS 2     | THA 1     | THA 2    | SIN 1     | SIN 2   | MAL 1 18 | MAL 2 14 | MAC 1     | MAC 2    | NC  | 0     | 7° | 27    |
| 2016 | Alfa Romeo Giulietta TCR | Andrea Belicchi | BHR 1 14 | BHR 2 Rit | POR 1    | POR 2    | BEL 1 | BEL 2 | ITA 1 | ITA 2 | AUT 1     | AUT 2    | GER 1     | GER 2     | RUS 1    | RUS 2     | THA 1     | THA 2    | SIN 1     | SIN 2   | MAL 1    | MAL 2    | MAC 1 8   | MAC 2 9  | 27° | 4     | 7° | 27    |

### Coppa del mondo turismo
| Anno | Vettura                  | Pilota              | 1         | 2         | 3         | 4         | 5        | 6         | 7         | 8         | 9         | 10        | 11        | 12        | 13       | 14        | 15        | 16       | 17        | 18       | 19        | 20        | 21        | 22        | 23        | 24        | 25        | 26        | 27        | 28        | 29       | 30        | PP  | Punti | PS  | Punti |
| ---- | ------------------------ | ------------------- | --------- | --------- | --------- | --------- | -------- | --------- | --------- | --------- | --------- | --------- | --------- | --------- | -------- | --------- | --------- | -------- | --------- | -------- | --------- | --------- | --------- | --------- | --------- | --------- | --------- | --------- | --------- | --------- | -------- | --------- | --- | ----- | --- | ----- |
| 2018 | Alfa Romeo Giulietta TCR | Fabrizio Giovanardi | MAR 1 19† | MAR 2 13  | MAR 3 19† | UNG 1 23† | UNG 2 23 | UNG 3 Rit | GER 1 15  | GER 2 Rit | GER 3 14  | OLA 1 22† | OLA 2 Rit | OLA 3 NP  | POR 1 11 | POR 2 11  | POR 3 Rit | SVC 1 5  | SVC 2 14  | SVC 3 7  | NIN 1 18  | NIN 2 13  | NIN 3 Rit | WUH 1 Rit | WUH 2 16  | WUH 3 Rit | GPN 1     | GPN 2     | GPN 3     | MAC 1     | MAC 2    | MAC 3     | 24° | 19    | 10° | 142   |
| 2018 | Alfa Romeo Giulietta TCR | Luigi Ferrara       | MAR 1     | MAR 2     | MAR 3     | UNG 1     | UNG 2    | UNG 3     | GER 1     | GER 2     | GER 3     | OLA 1     | OLA 2     | OLA 3     | POR 1    | POR 2     | POR 3     | SVC 1    | SVC 2     | SVC 3    | NIN 1     | NIN 2     | NIN 3     | WUH 1     | WUH 2     | WUH 3     | GPN 1 14  | GPN 2 23† | GPN 3 Rit | MAC 1 9   | MAC 2 8  | MAC 3 Rit | 29° | 8     | 10° | 142   |
| 2018 | Alfa Romeo Giulietta TCR | Gianni Morbidelli   | MAR 1 20  | MAR 2 Rit | MAR 3 Rit | UNG 1 Rit | UNG 2 22 | UNG 3 14  | GER 1 Rit | GER 2 15  | GER 3 Rit | OLA 1 13  | OLA 2 13  | OLA 3 21† | POR 1 NP | POR 2 NP  | POR 3 NP  | SVC 1    | SVC 2     | SVC 3    | NIN 1     | NIN 2     | NIN 3     | WUH 1     | WUH 2     | WUH 3     | GPN 1     | GPN 2     | GPN 3     | MAC 1     | MAC 2    | MAC 3     | NC  | 0     | 10° | 142   |
| 2018 | Alfa Romeo Giulietta TCR | Kevin Ceccon        | MAR 1     | MAR 2     | MAR 3     | UNG 1     | UNG 2    | UNG 3     | GER 1     | GER 2     | GER 3     | OLA 1     | OLA 2     | OLA 3     | POR 1    | POR 2     | POR 3     | SVC 1 16 | SVC 2 11  | SVC 3 6  | NIN 1 12  | NIN 2 12  | NIN 3 14  | WUH 1 16  | WUH 2 11  | WUH 3 8   | GPN 1     | GPN 2 6   | GPN 3     | MAC 1 Rit | MAC 2 4  | MAC 3 7   | 14° | 102   | 10° | 142   |
| 2019 | Alfa Romeo Giulietta TCR | Kevin Ceccon        | MAR 1 9   | MAR 2 19  | MAR 3 16  | UNG 1 19  | UNG 2 16 | UNG 3 Rit | SVC 1 Rit | SVC 2 3   | SVC 3     | OLA 1 18  | OLA 2 20  | OLA 3 18  | GER 1 19 | GER 2 19  | GER 3 11  | POR 1 19 | POR 2 Rit | POR 3 13 | CIN 1 17  | CIN 2 9   | CIN 3 9   | GPN 1 8   | GPN 2 4   | GPN 3     | MAC 1 3   | MAC 2 3   | MAC 3 9   | MAL 1 20  | MAL 2 5  | MAL 3 2   | 14° | 164   | 7°  | 297   |
| 2019 | Alfa Romeo Giulietta TCR | Ma Qinghua          | MAR 1 Rit | MAR 2 Rit | MAR 3 9   | UNG 1 25  | UNG 2 11 | UNG 3 19  | SVC 1 2   | SVC 2 9   | SVC 3 1   | OLA 1 21  | OLA 2 25  | OLA 3 21  | GER 1 22 | GER 2 15  | GER 3 14  | POR 1 2  | POR 2 9   | POR 3 2  | CIN 1 Rit | CIN 2 16† | CIN 3 9   | GPN 1 23  | GPN 2 Rit | GPN 3 Rit | MAC 1 Rit | MAC 2 17  | MAC 3 22  | MAL 1 18  | MAL 2 17 | MAL 3 23  | 16° | 133   | 7°  | 297   |
| 2020 | Alfa Romeo Giulietta TCR | Jean-Karl Vernay    | BEL 1 5   | BEL 2 7   | GER 1 9   | GER 2 6   | SVC 1 3  | SVC 2 14  | SVC 3 4   | UNG 1 9   | UNG 2 3   | UNG 3 5   | SPA 1     | SPA 2 Rit | SPA 3 6  | ARA 1 8   | ARA 2     | ARA 3    |           |          |           |           |           |           |           |           |           |           |           |           |          |           | 3°  | 194   | —   | —     |
| 2020 | Alfa Romeo Giulietta TCR | Luca Filippi        | BEL 1 18  | BEL 2 16  | GER 1     | GER 2     | SVC 1 12 | SVC 2 Rit | SVC 3 Rit | UNG 1 13  | UNG 2 13  | UNG 3 15  | SPA 1     | SPA 2     | SPA 3    | ARA 1 Rit | ARA 2 9   | ARA 3 12 |           |          |           |           |           |           |           |           |           |           |           |           |          |           | NC  | 0     | —   | —     |

### Campionato del mondo rally
| Anno | Classe | Vettura         | Pilota             | 1     | 2       | 3   | 4      | 5      | 6      | 7       | 8       | 9       | 10     | 11     | 12     | 13      | PP  | Punti | PC  | Punti |
| ---- | ------ | --------------- | ------------------ | ----- | ------- | --- | ------ | ------ | ------ | ------- | ------- | ------- | ------ | ------ | ------ | ------- | --- | ----- | --- | ----- |
| 2015 | WRC-3  | Peugeot 208 R2  | Fabio Andolfi      | MON   | SVE     | MES | ARG    | POR 10 | ITA 3  | POL 5   | FIN Rit | GER     | AUS    | FRA    | SPA 3  | GBR 2   | 6°  | 59    | 2°  | 103   |
| 2015 | WRC-3  | Peugeot 208 R2  | Giuseppe Testa     | MON   | SVE 5   | MES | ARG    | POR 14 | ITA 4  | POL     | FIN     | GER     | AUS    | FRA    | SPA    | GBR     | 17° | 12    | 2°  | 103   |
| 2015 | WRC-3  | Peugeot 208 R2  | Damiano De Tommaso | MON   | SVE     | MES | ARG    | POR    | ITA    | POL 7   | FIN 6   | GER     | AUS    | FRA    | SPA 5  | GBR Rit | 11° | 24    | 2°  | 103   |
| 2016 | WRC-3  | Peugeot 208 R2  | Fabio Andolfi      | MON 3 | SVE     | MES | ARG    | POR 4  | ITA 1  | POL     | FIN 9   | GER 4   | FRA    | SPA 1  | GBR    | AUS     | 3°  | 91    | 2°  | 113   |
| 2016 | WRC-3  | Peugeot 208 R2  | Damiano De Tommaso | MON 4 | SVE     | MES | ARG    | POR 6  | ITA 2  | POL     | FIN 6   | GER 6   | FRA    | SPA 3  | GBR    | AUS     | 6°  | 69    | 2°  | 113   |
| 2017 | WRC-2  | Hyundai i20 R5  | Fabio Andolfi      | MON   | SVE     | MES | FRA NP | ARG    | POR 13 | ITA Rit | POL 8   | FIN Rit | GER NP | SPA 12 | GBR 10 | AUS     | 35° | 5     | 11° | 26    |
| 2018 | WRC-2  | Škoda Fabia R5  | Fabio Andolfi      | MON   | SVE     | MES | FRA 3  | ARG    | POR 15 | ITA 4   | FIN 8   | GER 3   | TUR    | GBR 8  | SPA 8  | AUS     | 6°  | 54    | 4°  | 80    |
| 2018 | WRC-3  | Ford Fiesta R2T | Luca Bottarelli    | MON   | SVE 10  | MES | FRA 7  | ARG    | POR 6  | ITA     | FIN 12  | GER     | TUR NP | SPA    | GBR    | AUS     | 17° | 15    | 1°  | 83    |
| 2018 | WRC-3  | Ford Fiesta R2T | Enrico Oldrati     | MON   | SVE Rit | MES | FRA 12 | ARG    | POR 2  | ITA     | FIN 9   | GER     | TUR 8  | SPA    | GBR    | AUS     | 13° | 24    | 1°  | 83    |